# 日本食品控股
日本食品控股有限公司，簡稱日本食品控股（英語：Japan Foods Holding Limited，SGX：5OI），在1997年由高橋健一創立一家專門在新加坡和馬來西亞等經營日本餐廳。
而主要品牌除了「味千拉麵」外，還有「相摸日本料理」、「北極星」等。總部位於420 North Bridge Road #02-01 North Bridge Centre Singapore 188727。而股份在2009年2月23日於新加坡交易所凱利板上市。招股價為0.2坡元，發行股份為13,500,000股，集資額為2,700,000坡元。

## 連結
- Ajisen.com.sg （页面存档备份，存于）